# Francuska opera
Francuska opera je jedna od najznačajnijih evropskih operskih tradicija koju čine dela Ramoa, Berlioza, Gunoa, Bizea, Masnea, Debisijaa, Ravela, Pulanka i Mesijana. Pored Francuza, mnogi inostrani kompozitori odigrali su značajnu ulogu u razvoju francuske opere. Neki od njih su Lili, Gluk, Salijeri, Kerubini, Spontini, Mejenber, Rosini, Doniceti, Verdi i Ofenbah. 
Istorija francuske opere započeta je na dvoru Luja XIV sa delom  Cadmus et Hermione, francuskog kompozitora Žan-Batist Lilija 1673. godine. Međutim, i ranijih godina je postojalo eksperimentisanje sa ovim oblikom pozorišnog dela, od kojih je najpoznatije Pomone Roberta Kambera. Lili i njegov libretista Filip Kino, bili su tvorci „tragédie en musique“ (muzičke tragedije), pozorišnog formata u kojem su plesna muzika i horsko pevanje bili posebno istaknuti. Lilijev najveći naslednik bio je Rober Kamber. Nakon Roberove smrti, nemački kompozitor Kristof Vilibald Gluk bio je pozvan da producira šest opera za francusku scenu, tokom 1770-ih godina. Njegovo delo pokazuju uticaj Roberove škole, ali pojednostavljenog oblika sa fokusom na dramu. Istovremeno, u Francuskoj je sredinom 18. vek još jedan žanr stekao popularnost: opera komika u kojoj su arije naizmenično koriste uporedo sa dijalogom. Početkom 1820ih, Glukovu popularnost u Francuskoj preuzimaju dela Đoakina Rosinia. Đoakinova kreacija „William Tell”, pomogla je stvaranju novog žanra poznatijeg kao Grand opera. Opere komike su i dalje imale ogroman uspeh u režijama  Obera, Adama i Herolda. Pod uticajem ove dve struje, francuski kompozitor Ektor Berlioz borio se za svoju publiku. Njegovo epsko delo „Les Troyens” (Trojanci) doživelo je najveći uspeh tek stotinu godina nakon što je napisano. 
U drugoj polovini XIX veka, francuskom scenom dominirala su operate Žaka Ofenbaha. Napisao je 99 opereta od kojih su najpoznatije  „Plavobradi“, „Pariski život“, „Orfej u podzemlju“(iz koje je i čuveni ples kan-kan), „Lepa Jelena“ i opera „Hofmanove priče“. Opera Faust Šarla Gunoa bila je Karmen Žorža Bizea napisane u ovoj epohi postale su jedne od najpoznatijih francuskih opera. Istovremeno, veliki uticaj na francusku operu ostavila su dela Nemca Riharda Vagnera a kao najzanimljiviji odgovor na njegov uticaj bilo je jedinstveno remek delo Kloda Debisa „Peleas” i „Melisandra”. U XX veku najistaknutiji operski kompozitori bili su Moris Ravel, Fransis Pulank i Olivije Mesijan.

## Rođene francuske opere: Lili
Prve opere koje su izvedene u Francuskoj bile su iz Italije, počevši od La finta plaza, čuvenog dela iz 1645. godine koju je napisao Frančesko Sacrati. Francuska publika, koja nije bila baš upoznata sa ovim žandrom, priredila im je skroman prijem. Ovo je bilo i delimično iz političkih razloga jer je ova opera promovisala kardinala Mazarina, Italijana koji je bio prvi ministar za vreme regenta mladog kralja Luja XIX i veoma nepopularne političke figure u francuskom društvu. Muzičke preferencije imale su značajnu ulogu u prihvatanju inostrane opere jer je francuski dvor imao vrsto ustaljen program scenske muzike, dvorskog baleta (Ballet de cour) koju su sadržali plesne i muzičke elemente prezentovane u raskošne kostimirane spektakle.  Godine 1660. francuska publika se upoznala sa delima Frančeska Kavalija kada je u Parizu izvedena opera „Xerse” a dve godine kasnije i Ercole amante. Obe opere su doživele veliki neuspeh što je usporilo procvat ovog žanra u Francusku. Ipak, ovi neuspesi su podstakle francuske kompozitore da naprave sopstvene muzičke eksperimente i paradoksalno, jedan od najuspešniji je bio  Žan-Batist Lili koji će uspeti trajno da dovede i zadrži operu među francuske slušaoce.

## Grand opera
Opera „Guillaume Tell” u početku nije imala značajan uspeh, ali je zajedno sa prethodnim delima Danijela Fransoa Espri Obera pokrenula novi žanr koji je dominirao francuskom scenom ostatak veka. Novi žanr nazvan je grand opera. Ovaj operski stil bio je karakterističan po grandioznom obimu, herojskim i istorijskim ličnostima, velikim brojem glumaca, ogromnim orkestrima, bogatim i detaljnim setovima, raskošnim kostimima i specijalnim efektima. Opera grande je bila slika francuskog raskoša prenesenog na baletsku i opersku muziku. Grand operu obeležili su komadi Gaspara Spontinija (opera La vestale) i Luiđi Čerubina (opera Les Abencérages, ou L'étendard de Grenade) koji su nastali 1813. godine. Nemački kompozitor Meiber savladao je komponovanje italijanske opere pre dolaska u Pariz. Njegov rad u Francuskoj bio je prihvaćen sa velikim oduševljenjem, posebno baletskom sekvencom u operi Robert le diable u čijem se trećem činu iz grobova dižu duhovi zlih sestara. Robert i Meiber su napisali tri velike opere (Les Huguenots (1836), Le prophète (1849) i L'Africaine (1865)) koje su postale sastavni deo repertoara operskih kuća širom Evrope i imale ogroman uticaj na druge kompozitore, iako su muzičke zasluge ovih ekstravagantnih dela često osporavane. Najpoznatiji primeri francuske velike opere mogu se videti u delima Đuzepe Verdija koji je napisao čuvenu operu Don Karlos za Parisku operu, 1867. godine.

## Berlioz
Dok je popularnost Meinberovih dela izbledela, radovi drugog francuskog kompozitora dobila su veliku popularnost tokom poslednjih decenija. Ipak, opere Ektora Berlioza bile su neuspešne u njegovo vreme. Dela Berloioza bila su jedinstvena mešavina inovativnog moderniste i nazadnog konzervativca. Njegov operski stil formiran je 1820-ih, kada su dela Gluka i njegovih sledbenika odbačena u korist Rosinijevih bel kantona. Iako se Berliozi divio nekim Rosinijevim delima, prezirao je efekte italijanskog stila i čeznuo je da operi vrati dramatičan pečat. Takođe je bio posvećen pronalasku novih načina muzičkog izražavanja. Njegovo prvo i jedino delu za Operu Pariz je „Benvenuto Cellini“ nastalo 1838. godine. Delo je okarakterisano kao totalni promašaj i imalo je neočekivano veliki neuspeh. Publika nije mogla da razume originalnost opere i muzičari su smatrali da je njen nekonvencionalni ritam nemoguće svirati. Dvadeset godina kasnije, Berlioz je počeo da piše svoje opersko remek-delo. Ova opera trebala je da bude vrhunac francuske klasične tradicije Gluka i Spontinija.